# Sabri Hamiti
Sabri Hamiti, född den 10 maj 1950 i Podujeva i Jugoslavien, är en albansk författare och litteraturkritiker samt politiker i Kosovo.
Sabri Hamiti studerade albanska språket och albanskspråkig litteraturhistoria från 1968 till 1972 vid universitet i Pristina. Efter avlagd grundexamen bedrev han studier i komparativ litteratur från 1973 till 1975 vid universitet i Zagreb. År 1978 började han jobba för bokförlaget Rilindja i Pristina. Han levde i Paris tiden kring 1980 som student vid franska högskolan École pratique des Hautes Études. Han flyttade snart tillbaka till sitt ursprungsland. År 1987 avlade han doktorsexamen med en avhandling om nyare albansk litteratur. Han blev 1993 utnämnd till professor i albansk litteratur vid universitet i Pristina. Han blev även medlem i Kosovos akademi för vetenskap och konst.
Under den albanska självständighetskampen i Kosovo ingick Sabri Hamiti i partiet Kosovos demokratiska förbund (LDK) som leddes av Ibrahim Rugova. Som ett resultat av hans politiska aktiviteter sårades han 1998 i ett attentat i sitt hem men överlevde. Än i dag är han en aktiv medlem i LDK.
Sabri Hamitis poesi är mer bundet till intellekt än känslor men ändock starkt påverkat av panteistisk mystik. Han har även skrivit romaner samt bidragit en hel del till albansk litteraturkritik och dess utveckling.